# Juhász Tibor (labdarúgó)
Juhász Tibor (Akasztó, 1944. szeptember 6. –) labdarúgó, csatár.

## Pályafutása
A Vasas Izzó nevelése. 1965 és 1969 között a Dorog labdarúgója volt. Az élvonalban 1965. március 14-én mutatkozott be az Újpesti Dózsa ellen, ahol csapata 4–0-s vereséget szenvedett. Később a Bp. Spartacusban szerepelt. 1970 és 1973 között a Komlói Bányász játékosa volt. 1970-ben tagja volt a magyar kupa-döntős csapatnak. 1973 és 1975 között a Pécsi MSC csapatában játszott. Összesen 166 élvonalbeli bajnoki mérkőzésen lépett pályára és 60 gólt szerzett.

## Sikerei, díjai
- Magyar kupa (MNK)
  - döntős: 1970
- NB II
  - 3.: 1968